# Carl Großmann
Carl Großmann (Neuruppin, 13 dicembre 1863 – Berlino, 5 luglio 1922) è stato un serial killer tedesco, forse il più attivo insieme a Karl Denke.
Avrebbe totalizzato 50 vittime (di cui almeno 26 realmente accertate), cosa che gli ha valso il soprannome di "Macellaio di Berlino".

## Biografia
Carl Friedrich Wilhelm Großmann nacque a Neuruppin, una zona vicina a Berlino, il 13 dicembre del 1863; della sua infanzia non si sa molto. Presumibilmente nacque in una famiglia poco abbiente, considerando che suo padre era un umile straccivendolo. Già da piccolo per motivi sconosciuti sviluppò una spiccata tendenza al sadismo e alla perversione sessuale che lo portarono più volte a molestare e violentare i coetanei. Tra il 1879 e il 1895 visse come mendicante a Berlino e nel 1899 fu arrestato per crimini sessuali. La sua prima vittima fu una bambina di 4 anni. Dopo essere uscito dal carcere nel 1913 si trasferì in un piccolo appartamento nel povero e malfamato quartiere di Friedrichshain a Berlino, dove visse quasi tutta la sua vita. Spinto dal sadismo e dal guadagno (rivendeva la carne delle vittime nei mercati), commise tutti gli altri omicidi durante il difficile clima della prima guerra mondiale.

## Il Macellaio di Berlino
Il suo modus operandi era il seguente: dopo alcune bevute abbordava nei locali di infimo rango o alla stazione o in una piazza chiamata “Andreasplatz” delle prostitute; una volta giunti nel suo appartamento e consumato un rapporto sessuale, le uccideva a colpi di ascia, le decapitava e infine le macellava. I pezzi che gli sarebbero serviti più avanti li selezionava e conservava; il resto, composto in prevalenza da ossa, lo buttava in un canale. I “pezzi utili” venivano infine cucinati e usati per riempire dei panini che il giorno successivo avrebbe venduto vicino alla stazione. I clienti li comperavano e li mangiavano: così facendo occultavano le prove. Essendo inconsapevoli apprezzavano il sapore della carne e spesso chiedevano a Großmann dove l'avesse comprata, ma lui evitò di iniziare a fare discorsi pericolosi. Solo alcune volte mentì, dicendo che la carne proveniva da alcuni fornitori. L'attività era florida e la vendita di hot-dog alla carne umana gli assicurava da vivere. Esaurita la carne e volenteroso di fare violenza, Großmann ricominciava. 
Non tutta la carne che accumulava la dava ai clienti, ma ogni tanto la vendeva al mercato nero. Inizialmente le sue vittime erano prostitute, poi passò ad adolescenti e ai bambini; infine arrivò ai cani e ai gatti. Le prostitute, a differenza dei bambini, attiravano meno l'attenzione dell'opinione pubblica e della polizia, specialmente durante il periodo storico della Grande Guerra. Gli omicidi iniziarono nel 1913 circa e finirono nell'agosto del 1921. Durante tutto questo periodo i vicini di Großmann, sebbene fossero spaventati da una presenza così tetra, introversa e misteriosa come la sua non sospettarono molto di lui. Essi furono allertati solo quando videro che molte delle prostitute che entravano nel suo appartamento non ne uscivano mai. Inoltre di notte sentivano spesso dei forti rumori provenire dalla sua abitazione; ma non vollero mai chiamare la polizia, in quanto non volevano intromettersi nella vita di una persona che reputavano strana e pericolosa.

## Arresto
Nel 1918 Großmann rapì un bambino che si trovava solo e lo violentò; lo lasciò andare, minacciandolo di morte nel caso in cui avesse riferito il fatto a qualcuno. Lo stesso giorno il bambino tornò dai genitori e raccontò loro il fatto, che arrivò alle orecchie dei poliziotti. Dal suo racconto raccolsero anche un identikit dell'aggressore. Il modus operandi di quest’ultimo fu così collegato ad una serie di corpi ritrovati in un canale nello stesso periodo. Altri ritrovamenti risalgono a due anni dopo, quando un gruppo di ragazzi trovò altri due corpi decapitati e sventrati sotto un ponte e un vagabondo reperì altri tre corpi, tutti appartenenti a prostitute. Le vittime in totale erano svariate decine, attorno alla trentina. La polizia cominciò a fare interrogatori e ricerche, ma senza successo. Il 21 agosto 1921 i vicini udirono dall'appartamento di Großmann alcune grida e forti rumori, che dopo pochi attimi cessarono. Spaventati, decisero finalmente di chiamare le autorità. La notte stessa gli agenti entrarono in casa sua: trovarono su un letto il cadavere di una prostituta morta da poco e diverse chiazze di sangue per la casa, che indicavano la presenza di altre 3 persone, che non trovarono in quanto già cucinate e vendute. La polizia, che aveva abbastanza prove, lo arrestò con l'accusa di omicidio di primo grado e lo portò in centrale. Non confessò nulla agli agenti, ma fu ugualmente collegato alle ultime sparizioni e ai numerosi ritrovamenti. La soglia delle vittime sospettate si alzò a 50.

## La fine
Großmann fu processato. Il suo atteggiamento, definito “irritante”, non fece altro che rendere più lungo il processo e stizzire il pubblico. Venne trovato colpevole di 26 omicidi dei 50 di cui era fortemente sospettato e condannato a morte. Lui accolse il verdetto iniziando a ridere. Non poté mai essere giustiziato, in quanto si impiccò in cella il 5 luglio 1922, prima della data dell'esecuzione. Aveva 58 anni. Il suo suicidio, insieme all'assenza di una sua confessione, lasciò in sospeso alcuni punti oscuri della sua vicenda, ad esempio il numero totale degli omicidi.

## Curiosità
- I suoi crimini sono simili a quelli di un suo contemporaneo, Karl Denke, anch'esso cannibale: invitava i vagabondi in casa sua, per poi ucciderli con un'ascia e dissezionarne i corpi; la carne veniva venduta al mercato locale. Arrestato, fece una breve confessione e si impiccò in cella nel 1924. Sia Carl Großmann sia Karl Denke abitavano nella Slesia. Entrambi divennero parte della cultura popolare.
- La stessa cosa si può dire per Fritz Haarmann, un omosessuale che attirava i giovani ragazzi nel suo appartamento per poi ucciderli, mordendoli alla gola. La loro carne veniva venduta al mercato nero. Haarmann però prediligeva i ragazzi alle prostitute; inoltre non si impiccò in cella, ma fu condannato alla pena capitale nel 1925.
- Großmann fu sospettato dell'omicidio di una nobildonna russa dell'epoca, chiamata Anastasija. Ella, dopo essere fuggita da un plotone d'esecuzione, avrebbe assunto l'identità di una contadina polacca e si sarebbe fatta chiamare Franziska Schanzkowski. Questo fu anche il nome di una della vittime uccise da Großmann nel 1920. Ma questa ipotesi è molto debole e poco fondata, forse frutto della cultura popolare creatasi attorno al killer e della stampa dell'epoca.